# Larvik HK
A Larvik Håndballklubb Norvégia legsikeresebb női kézilabdacsapata a legutóbbi két évtizedben.

## A klub története
A Larvik HK  1990. május 31-én alakult két klub, a Larvik Turn és a Halsen kézilabda szakosztályainak egyesüléséből. 1992-93-tól szerepelnek Larvik HK néven a norvég első osztályban, ahol rögtön a kiesés szele sújtotta a csapatot, de végül sikerült kivívni a bennmaradást. A következő szezon már igazi áttörést  hozott, hiszen megnyerték a bajnoki címet, és a norvég kupa döntőjébe is bejutottak.
A Larvik a '90-es évek végétől a legerősebb  norvég női kézilabdacsapatnak számított. 1999. március 14. és 2017. március 29. közt nem vesztett tétmérkőzést hazai pályán, akkor a Vipers Kristiansand győzött a Boligmappa Arénában. vesztett el hazai bajnoki mérkőzést. 2011. május 14-én a klub megnyerte története első Bajnokok Ligája címét. 1994 és 2017 között tizenkilenc bajnoki címet és tizenhét kupagyőzelmet szerzett a klub.
Az ezt követő években a Larvik folyamatosan egyre nagyobb pénzügyi nehézségekkel küzdött, majd 2019 májusában nem kapta meg az élvonalbeli induláshoz szükséges licenszet, így kizárták a klubot az első osztályból. Egy év elteltével visszajutott az élvonalba a csapat, miután megnyerte a norvég másodosztály küzdelmeit.

## A csapat
A 2023-2024-es szezon játékoskerete
| Kapusok - 01 Eli Smørgrav Skogstrand - 30 Ida Madeleine Devillée Walin - 36 Ingrid Lauritzen Balszélsők - 06 Emma Skinnehaugen - 23 Polina Gencheva Jobbszélsők - 15 Guro Ramberg - 77 Astrid Vasvik Løke Beállók - 05 Thea Karen Bakås - 18 Tirill Solumsmoen Mørch - 25 Tiril Birgitte Rosenberg - 55 Heidi Løke | Balátlövők - 07 Emma Helland-Døvle - 11 Marianne Haugsted - 20 Ingrid Vinjevoll - 21 Silje Vinjevoll - 26 Maja Furu Sæteren Irányítók - 09 Kaja Kristensen - 10 Dorthe Groa - 22 Andrea Rønning Jobbátlövők - 24 Amanda Kurtović (kismama) - 27 Mie Rakstad |

### Átigazolások
A 2020-2021es szezont megelőzően
| Érkezők | Távozók |

## Eredmények

### Norvégiában
Postenligaen
- Arany: 1994, 1997, 2000, 2001, 2002, 2003, 2005, 2006, 2007, 2008, 2009, 2010, 2011, 2012, 2013, 2014, 2015, 2016, 2017
- Ezüst: 1995, 2018
- Bronz: 1996, 1998, 2004

Norvég Kupa
- Arany: 1996, 1998, 2000, 2003, 2004, 2005, 2006, 2008, 2009, 2010, 2011, 2012, 2013, 2014, 2015, 2016
- Ezüst: 1994, 1997, 1999, 2008

### Európában
EHF-bajnokok ligája
- Győztes: 2011
- Ezüstérmes: 2013, 2015

EHF-kupagyőztesek Európa-kupája
- Győztes: 2005, 2008
- Ezüstérmes: 2009

EHF-kupa
- Ezüst: 1996

## Korábbi vezetőedzők és játékosok

### Korábbi edzők, szakvezetők
- Peter Berthelsen (1990. június 1. − 1992. június 1.)
- Marit Breivik (1992. június 1. − 1994. június 1.)
- Gunnar Pettersen (1994. június 1. − 1996. június 1.)
- Kristjan Halldórsson (1996. június 1. − 1998. június 1.)
- Ole Gustav Gjekstad (1998. június 1. – 2005. június 1.)
- Karl Erik Bøhn (2005. június 1. – 2011. január 3.)
- Tor Odvar Moen (2011. január 3. – 2011. június 1.)
- Ole Gustav Gjekstad (2011. június 1. – 2015. június 1.)
- Tor Odvar Moen (2015. június 1. – 2018. június 1.)
- Geir Oustorp (2018. június 1. − 2019. február 1.)
- Lene Rantala (2019. február 1. − 2019. június 1.)
- Lars Andresen (2019. június 1. − 2020. szeptember 1.)
- Are Ruud (2020. szeptember 1. – 2021. június 1.)
- Eirik Haugdal (2021. június 1. – 2023. június 1.)
- Arne Senstad (2023. június 1. –)

### Korábbi játékosok
- Emily Stang Sando (2006−2010)
- Tine Albertsen (2004−2014)
- Isabell Blanco (2016)
- Monica Vik Hansen (1997−1998)
- Kristine Duvholt Havnås (1995−1998)
- Elisabeth Hilmo (1998−2006)
- Vigdis Hårsaker (1998−2000)
- Kari Mette Johansen (1998−2014)
- Ida Bjørndalen Karlsson (2005−2007)
- Tonja Larsen (1993−1998) (1999−2015)
- Cecilie Leganger (2010−2014)
- Heidi Løke (2000−2002) (2008−2011)
- Kristine Moldestad (1990−1996)
- Nora Mørk (2009−2016)
- Katja Nyberg (1998−2005) (2010−2012)
- Terese Pedersen (1990−2004)
- Cathrine Roll-Matthiesen (1990−1996)
- Lina Olsson Rosenberg (1996−1997)
- Mimi Kopperud Slevigen (1999−2002)
- Linn Jørum Sulland (2009−2015)
- Birgitte Sættem (2000−2010)
- Anette Tveter (1997)
- Gro Hammerseng-Edin (2010−2017)
- Anja Hammerseng-Edin (2006−2013)
- Karoline Dyhre Breivang (2005−2017)
- Amanda Kurtović (2011−2012) (2015−2017)
- Marit Malm Frafjord (2014−2017)
- Sanna Solberg (2014−2017)
- Thea Mørk (2010−2018)
- Kristine Breistøl (2012−2018)
- Linn-Kristin Riegelhuth Koren (2002−2009) (2010−2017)
- Mari Molid (2014−2016) (2018−2019)
- Emilie Christensen (2017−2019)
- Sandra Toft (2014−2017)
- Merete Møller (1997)
- Lene Rantala (1997−2014)
- Karen Brødsgaard (2000−2004)
- Kristina Brille (2012−2014)
- Gabriela Moreschi (2016−2018)
- Tamires Morena Lima (2017−2018)
- Raphaëlle Tervel (2009−2010)
- Cassandra Tollbring (2017−2019)

## Stadion
- Név: Jotron Arena Larvik
- Város: Larvik
- Befogadóképesség: 4000 ülőhely
- Megnyitva: 2009. szeptember 19.
- Cím: 3262 Larvik, Hoffsgt. 6
- http://www.larvikhk.no/